# Sleepify
Sleepify foi um álbum da banda de funk Vulfpeck. Compõe-se de 10 faixas, de aproximadamente 30 segundos, consistindo de puro silêncio. Lançado no serviço de streaming Spotify, teve como objetivo que os usuários reproduzissem o álbum em ciclo enquanto dormiam, gerando royalties suficientes para financiar coletivamente uma turnê gratuita da banda.
O esquema de geração de royalties do álbum recebeu cobertura da imprensa em todo o mundo, incluindo Spiegel, da Alemanha; Editora Abril, do Brasil; The New Zealand Herald, da Nova Zelândia; El País, da Espanha; Komsomolskaya Pravda, da Rússia; e Time, dos EUA.
Embora o Spotify tenha deixado o álbum permanecer no serviço por 7 semanas e ter-lhe chamado de "truque esperto", o removeu ao fim de abril, sem ter sido fornecido um motivo específico ou ter violado os termos de serviço. Stratton, o fundador do Vulfpeck, disse que estava surpreso pelo tempo necessário para a remoção, já que o álbum poderia ter sido removido muito mais cedo.
Em agosto de 2014, Vulfpeck anunciou a turnê gratuita Sleepify, agendada para acontecer entre os dias 15 e 26 de setembro de 2014. Os locais incluíram San Francisco, San Luis Obispo, Los Angeles, Chicago, Ann Arbor e a cidade de Nova York.